# Antarashen
Antarashen (in armeno Անտառաջեն? o anche Գազանաբուծական պետ. տնտեսությանը կից) è un comune dell'Armenia di 298 abitanti (2008) della provincia di Lori.